# Violettgrå fältmätare
Violettgrå fältmätare (Thera obeliscata) är en fjärilsart som beskrevs av Jacob Hübner 1787. Violettgrå fältmätare ingår i släktet Thera och familjen mätare. Arten är reproducerande i Sverige. Inga underarter finns listade i Catalogue of Life.

## Bildgalleri

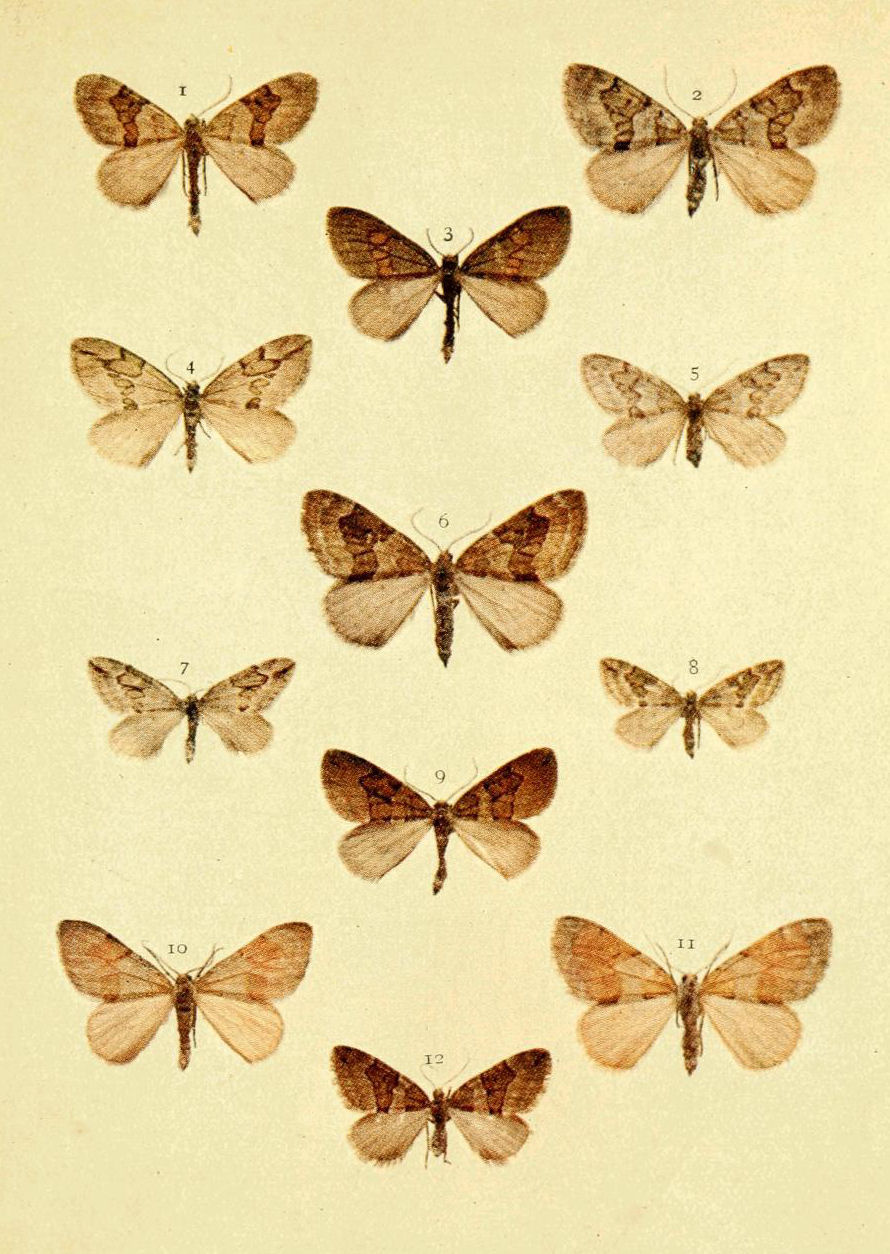
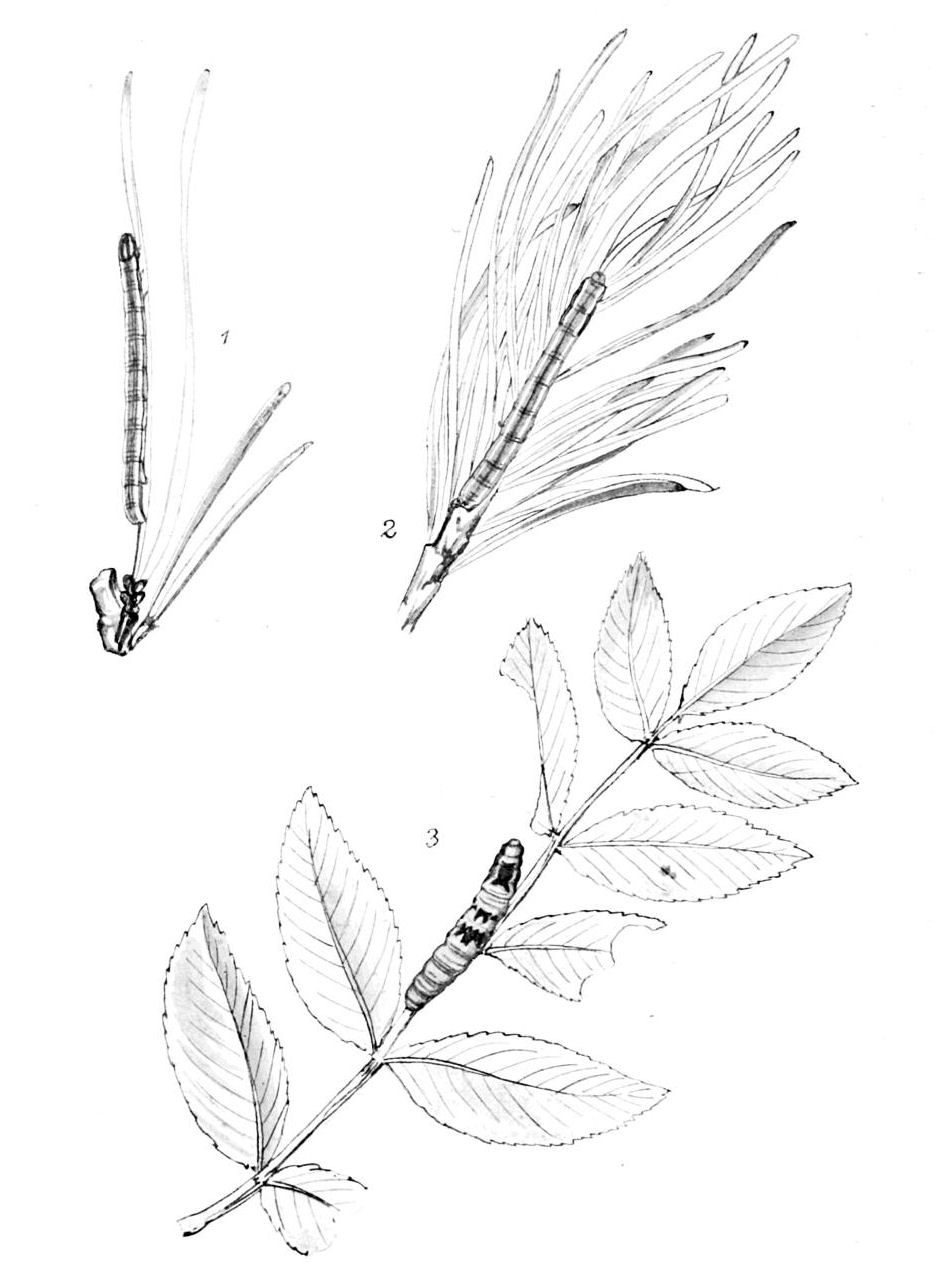
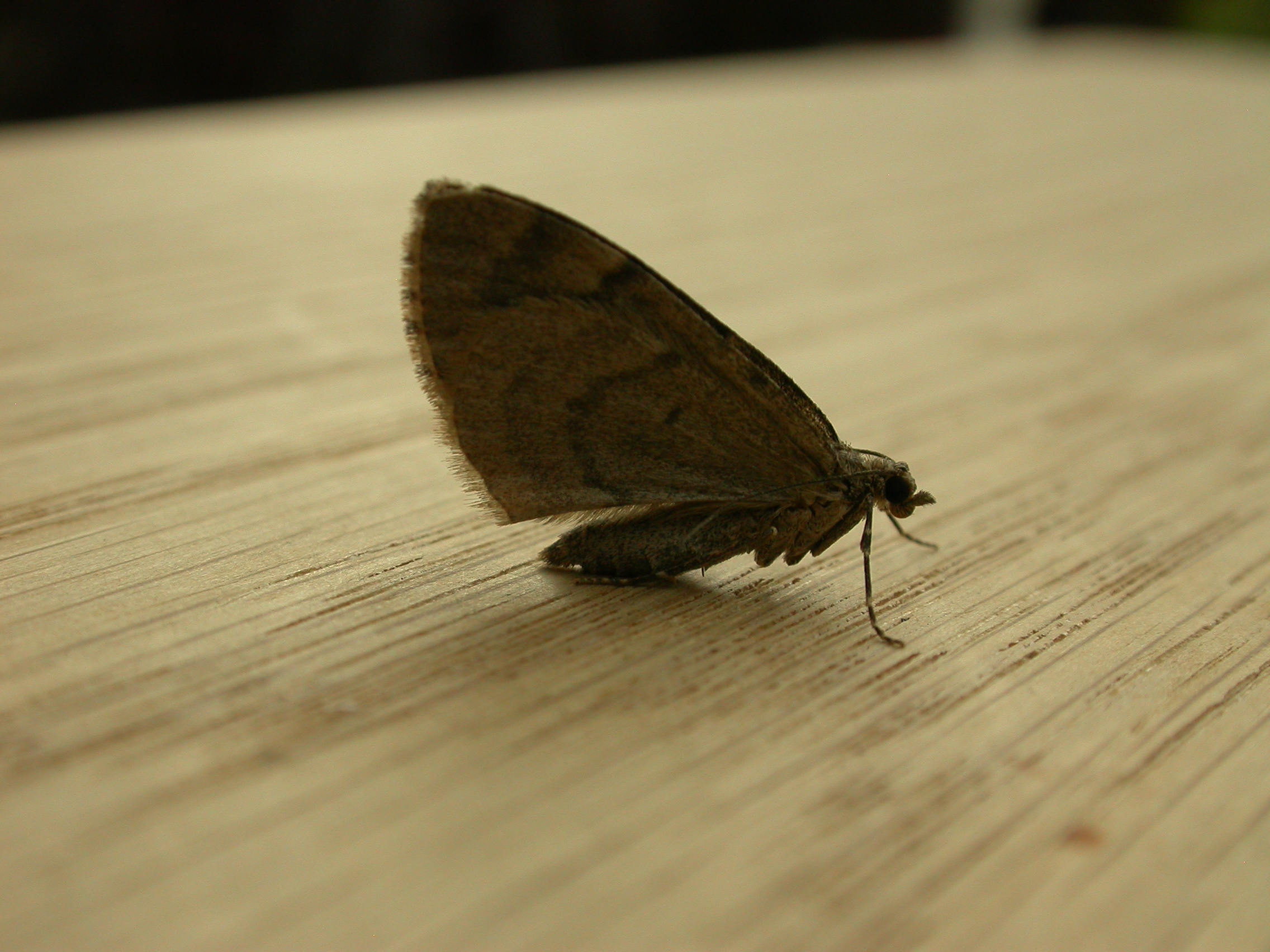
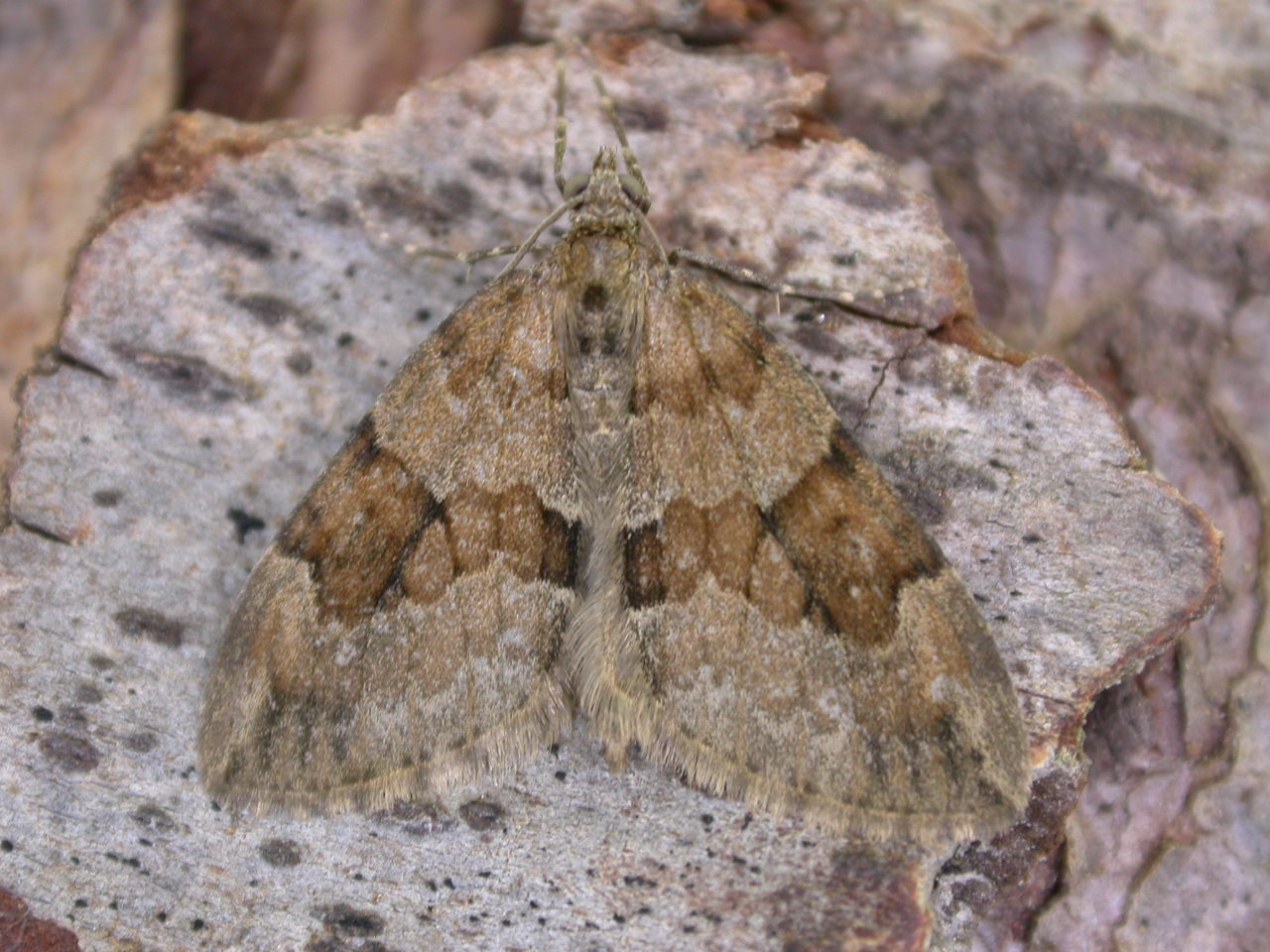
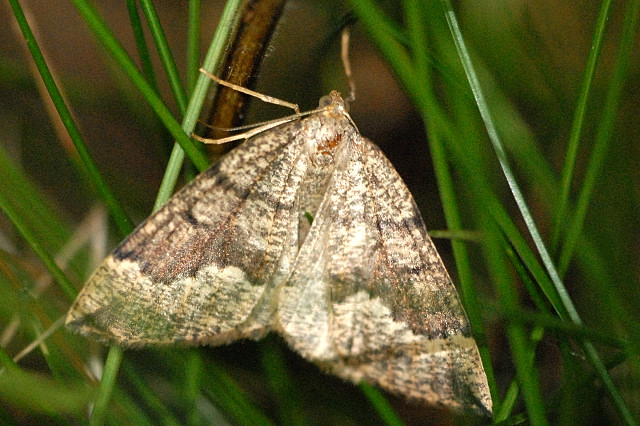